# Silene requienii
Silene requienii är en nejlikväxtart som beskrevs av Carl Adolf Otth. 
Silene requienii ingår i släktet glimmar och familjen nejlikväxter. Inga underarter finns listade i Catalogue of Life.